# سو چین اون

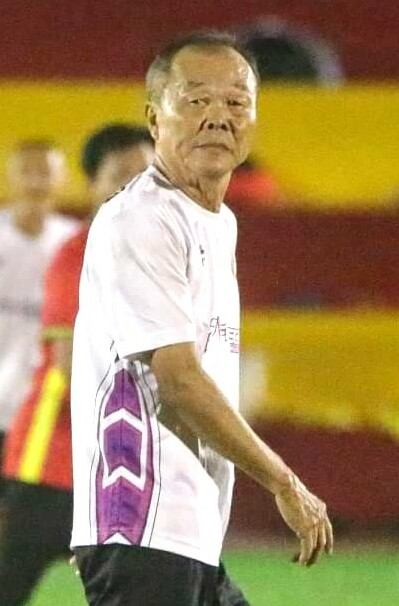
سو چین اون در سال ۲۰۲۰

سو چین اون (انگلیسی: Soh Chin Aun؛ زادهٔ ۲۸ ژوئیهٔ ۱۹۵۰) بازیکن فوتبال اهل مالزی بود. وی در بازی های تیم ملی به همراه مالزی،موفق به ثمر رساندن ۸ گل شد.
این بازیکن به‌همراه تیم ملی فوتبال مالزی در بازی‌های المپیک تابستانی ۱۹۷۲ شرکت کرده‌است.